# Огюст Браве
Огюст Браве́ (фр. Auguste Bravais), (23 серпня 1811, Анноне, Франція — 30 березня 1863) — французький фізик і один із засновників кристалографії.
Започаткував геометричну теорію структури кристалів: він знайшов (1848) основні види просторових ґраток і висловив гіпотезу про те, що вони збудовані із закономірно розташованих у просторі точок.

## Праці
- Note sur les polyèdres simétriques de la géometrie, "Journal de mathématiques pures et appliquées", 1849, t. 19;
- Sur les systèmes formés par des points distribués régulièrement sur un plan ou dans l'espace,"Journal de l'Ecole polytechnique", 1850, t. 19;
- Etudes cristallographiques, P., 1866.

- Ґратка Браве
- Закон Браве